# Guanină
Guanina este o substanță chimică, și anume o bază azotată purinică. Se notează cu litera G și constituie o componentă principală a nucleotidelor din ADN și ARN. Formula chimică a guaninei este C5H5N5O.
Ea se poate transforma prin degradare oxidativă guanidină.

## Proprietăți
Se poate obține din guano (format din excremente ale păsărilor marine și ale liliecilor, bogat în substanțe azotate, folosit mult timp ca îngrășământ în agricultură) și se găsește în ficat și în alte țesuturi ale animalelor.
În ADN și ARN guanina se asociază cu baza azotată citozină prin legături de hidrogen.